# Hibatulla Ahundzáda
Hibatulla Ahundzáda (pastu: ھیبت الله اخوندزاده; Panjavi, 1961 −) politikai és vallási vezető, a tálibok és az Afganisztáni Iszlám Emírség harmadik fővezére. A táliboktól az Amír-al-Muminín (A Hűségesek Vezére) címet kapta. Amikor a tálibok 2021. augusztus 15-én visszaállították az Afganisztáni Iszlám Emírséget, akkor annak államfőjévé vált.
Kandahár tartományból származik, a nurzáj törzsből. Évekig élt Afganisztánban és Pakisztánban. A tálib ügyekkel kapcsolatos fetváiról ismert. Volt az Afganisztáni Iszlám Emírség saría bíróságainak a vezetője. Számos tálib vezetővel ellentétben Ahundzáda sokkal inkább vallási, mint katonai vezető. 2016 májusában választották meg a tálibok vezetőjének, Ahtár Manszúr likvidálását követően.
2025 júliusában a Nemzetközi Büntetőbíróság emberiesség elleni bűncselekmény és a nők üldözése miatt elfogatóparancsot adott ki ellene.

## Ifjúkora
Ahundzáda 1961-ben született Panjavi körzetben, Kandahár tartományban, az Afgán Királyságban. Pastu, a nurzáj törzsből származik. Első neve, Hibatulla jelentése arabul "ajándék Istentől". Apja, Muhammad Ahund, vallási tanító és a helyi mecset imámja volt. Nem rendelkeztek földdel, a gyülekezet által fizetett adományokból éltek. Ahundzáda apja alatt tanult. A család Kvettába költözött a szovjet megszállás után. Több vallási iskolát is vezetett Beludzsisztánban.

## Katonai és politikai karrierje

### Kezdetek
Az 1980-as években Ahundzáda szerepet játszott a szovjet megszállás elleni ellenállásban. 1994-ben a tálibok egyik első tagja lett. Miután megszerezték a Fára tartományt, Ahundzáda feladata a helyi bűnügyek megoldása volt. Később a tálib katonai bíróság vezetője lett Nangarár tartományban, illetve a legfelsőbb bíróság helyettes vezetője. Mikor 1996-ban a tálibok elfoglalták Kabult, Ahundzáda hivatalt kapott az alakuló kormányban. Később Kandahárba költözött és 100 ezer diákot tanított.
A 2001-es amerikai megszállást követően a csoport vallási vezetőinek feje lett. Később az Afganisztáni Iszlám Emírség saría bíróságainak a vezetője lett. Katonai helyett sokkal inkább vallási vezető, aki a fetvákért és a vallásos problémák megoldásáért felelt.
Ahundzáda 2001 és 2016 között valószínűleg Afganisztánban élt, bár közeli kapcsolata volt a kvettai tálib súrával. 2015-ben kinevezték helyettes tálib vezetőnek, kialakított egy rendszert, amely "árnyékkormányzók" alá épült fel, amelynek segítségével megtalálhatta a rossz bánásmóddal eljáró katonákat és parancsnokokat.

### A tálibok vezetője
2016. május 25-én nevezték ki tálib fővezérnek, Mulla Ahtár Manszúr meggyilkolása után. Mohammad Jakoob és Sziradzsuddin Hakkáni mind Ahundzáda helyettesei voltak. Tálib információk szerint Manszúr már korábban megnevezte Ahundzádát, mint utódja. Mullasz Abdul Razák Ahund és Abdul Száta Áhund 2016 decemberében vallottak hűséget az új vezetőnek.
Júszef Amádi, a tálibok egyik fő szóvivője 2017. július 20-án azt nyilatkozta, hogy Ahundzáda fia, Abdur Rahmán meghalt egy öngyilkos merényletben a gereski afgán katonai bázison. Az afgán kormány elkezdett nyomozni az esetben, de nem tudták megerősíteni, hogy Rahmán meghalt.
Taliban-Anführer bevorzugt nach eigenen Angaben politische Lösung für Afghanistan. (Hozzáférés: 2021. szeptember 13.)
2021 májusában Ahundzáda meghívott afgánokat az Egyesült Államok hadseregének kivonulására, hogy létrehozzanak egy iszlamista államot. 2021 augusztusában elkezdték az offenzívát, hogy végre megnyerjék a háborút. Irányítása alatt a tálibok megszerezték Kabult. Augusztus 18-án bejelentettek egy általános amnesztiát: "eldöntöttük, hogy minden politikai rabot kiengedünk Afganisztán börtöneiből." Eddigre a tálibok az ország fontosabb börtönei felett átvették az irányítást és több ezer embert engedtek el, köztük ISIS-harcosokat, al-Káida-tagokat és magas rangú tálib vezetőket.
Kabul ostromát követően kevés információt és fényképet lehetett találni Ahundzádáról, így megkérdőjelezték, hogy életben van-e egyáltalán és, hogy ő-e az új állam vezetője. 2021 februárjában voltak hírek arról, hogy meghalt volna egy robbantásban Pakisztánban, de ezt a tálibok tagadták. Sajtóhírek szerint a pakisztáni hadsereg rabja volt, de augusztus 21-én a tálibok elmondták a The Sunday Guardiannek, hogy Kandahárban tartózkodik. Július 18-án, mint legmagasabb tálib vezető kijelentette, hogy támogatja az afganisztáni konfliktus politikai megoldását. 2021 augusztusában, a tálib hatalomárvétel után a megalakult új állam, az Afganisztáni Iszlám Emírség emírje lett.

## Merényletkísérletek
Ahundzádát többször is megpróbálták meggyilkolni. 2012-ben Kvettában történt ellene merénylet. Mulla Ibrahím szerint "Ahundzáda egyik előadása közben egy férfi állt a tanulók között és egy pisztolyt irányított Ahundzádára közelről, de a pisztoly beragadt" mondta "Megpróbálta lelőni, de sikertelen volt és a tálibok siettek, hogy megragadják a férfit [...] Mavlavi Ahundzáda nem mozdult meg a káosz közben." Az afgán titkosszolgálatra fogták a támadást a tálibok.
2019. augusztus 16-án a pénteki ima közben, a beludzsisztáni város Kvetta mecsetében egy nagy robbanást lehetett hallani. A támadásban meghalt a fővezér testvére, Háfiz Amadulla és az apjuk. Amadulla vette át Ahundzáda helyét a Hár-ul-Madarisz Mecset vezetőjeként, amely a Kvetta Súra fő találkozóhelye volt, mikor az utóbbit kinevezték tálib emírnek, 2016-ban. A robbanásban Ahundzáda több családtagja is elhunyt. Az Afganisztáni Iszlamista Emírség Nagytanácsa vállalta magára a támadást, amely egy tálib frakció volt. Hozzátették, hogy a fő célpont Ahundzáda volt.

## Bibliográfia
- Mujahedino ta de Amir ul-Mumenin Larshowene (2017; fordítás: Útmutatás a mudzsáhidoknak a Hűségesek Vezérétől)